# Kari Mette Johansen
Kari Mette Johansen (Fredrikstad, 1979. január 11. –) olimpiai, világ- és Európa-bajnok norvég válogatott kézilabdázó.

## Pályafutása
Kari Mette Johansen teljes felnőtt pályafutását a korszak legerősebb norvég csapatánál, a Larvik HK-nál töltötte. A 16 ott töltött szezonja során 552 mérkőzésen szerepelt, nyert 14 norvég bajnoki címet, ünnepelhetett 12 norvég kupagyőzelmet és diadalmaskodott a Bajnokok ligájában is.
A 2006-os Európa-bajnokságon nyerte második Európa-bajnoki aranyérmét, a tornán 41 gólt szerezve – Gro Hammersenggel holtversenyben – ő lett a torna leggólerősebb norvég játékosa, valamint a torna All-star csapatába is bekerült.
A 2007–2008-as szezonban a norvég bajnokság legjobb balszélsőjének választották.
A Bajnokok ligájában a leggólerősebb szezonja a 2010–2011-es volt, amelyben 36 gólt szerzett, és az évad végén a spanyol Itxako Navarra ellen vívott döntőt megnyerve megszerezte saját maga és csapata első és egyetlen Bajnokok ligája győzelmét.
A 2012–2013-as szezon elején vállsérülése miatt csak négyszer lépett pályára, majd gyermekének születése miatt a szezon hátralévő mérkőzésein már nem szerepelt.
A norvég válogatottal a 2004-es Európa-bajnokság és a 2012-es olimpia között minden világversenyen részt vett. Ezalatt nyert négy Európa-bajnokságot, két olimpiát és egy világbajnokságot. A válogatottságtól a 2012-es londoni olimpia után vonult vissza.

## Sikerei
- EHF-bajnokok ligája győztes: 2011
- Norvég bajnokság győztese: 2000, 2001, 2002, 2003, 2005, 2006, 2007, 2008, 2009, 2010, 2011, 2012, 2013, 2014
- Norvég kupa győztes: 2000, 2003, 2004, 2005, 2006, 2007, 2009, 2010, 2011, 2012, 2013, 2014
- Európa-bajnokság győztese: 2004, 2006, 2008, 2010
- Világbajnokság győztese: 2011
  - ezüstérmes: 2007
  - bronzérmes: 2009
- Olimpiai bajnok: 2008, 2012
- Európa-bajnokság legjobb balszélsője: 2006
- Norvég bajnokság legjobb balszélsője: 2008